# Рассветовское сельское поселение (Ростовская область)
Рассветовское сельское поселение — муниципальное образование в Аксайском районе Ростовской области.
Административный центр поселения — посёлок Рассвет.

## География
Рассветовское сельское поселение расположено на северо-западе Аксайского района. Расстояние поселения до города Аксая составляет 22 километра.

## История
Из посёлков, входящих в состав Рассветовского сельского поселения, Рассвет был образован первым 24 мая 1932 года. Населенные пункты Ковалевка и Золотой Колос образовались 21 сентября 1929 года, а посёлок Красный Колос — 3 сентября 1945 года. Посёлок Мускатный был создан 7 сентября 1958 года, посёлок Степой — 30 апреля 1991 года, а Аглос — 17 сентября 1953 года.
Среди действующих общественных и политических организаций поселения можно выделить несколько: Казачье общество станицы Рассветской, Совет ветеранов Рассветского сельского поселения, Свято-Кирило-Мефодиевский приход и местный общественный фонд «Совет директоров по развитию Рассветского сельского поселения».
Минимум 1 раз в квартал издается периодическое издание «Ведомости Рассветовского сельского поселения», тираж которого достигает 999 экземпляров.
На территории поселения работают библиотеки и детская школа искусств. В поселке Красный Колос находится фельдшерско-акушерский пункт.
Есть несколько промышленных предприятий, которые занимаются производством пищевых ферментов и оптовой торговлей.

## Административное устройство
В состав Рассветовского сельского поселения входят:
- посёлок Рассвет,
- посёлок Аглос,
- посёлок Золотой Колос,
- посёлок Ковалёвка,
- посёлок Красный Колос,
- посёлок Мускатный,
- посёлок Степной.

## Достопримечательности
- Свято-Кирилло Мефодиевский храм — достопримечательность, которая находится на территории административного центра поселения.

## Население
| 2010    | 2012    | 2013    | 2014    | 2015    | 2016    | 2017    |
| ------- | ------- | ------- | ------- | ------- | ------- | ------- |
| 10 771  | ↗10 789 | ↗11 073 | ↗11 175 | ↗11 524 | ↗11 970 | ↗12 407 |
| 2018    | 2019    | 2020    | 2021    |         |         |         |
| ↗12 597 | ↗12 762 | ↗13 017 | ↗13 401 |         |         |         |